# Цю Ціюань
Цю Ціюань (кит.: 邱祺缘 Qiu Qiyuan, нар. 24 травня 2007, Фуцзянь, Китай) — китайська гімнастка. Срібна призерка Олімпійських ігор 2024 в Парижі, Франція, та чемпіонка світу у вправі на різновисоких брусах.

## Спортивна кар'єра
Займається спортивною гімнастикою з чотирьох років.

#### 2024
На Олімпійських іграх 2024 в Парижі, Франція, у вправі на різновисоких брусах здобула срібну нагороду.

## Результати на турнірах
| Рік  | Змагання         | КБ | ІБ | Опорний стрибок | Різновисокі бруси | Колода | Вільні вправи |
| ---- | ---------------- | -- | -- | --------------- | ----------------- | ------ | ------------- |
| 2023 | Чемпіонат світу  | 4  | 4  |                 | 1                 |        |               |
| 2024 | Олімпійські ігри | 6  | 7  |                 | 2                 |        |               |